# Rinorea oliveri
Rinorea oliveri är en violväxtart som beskrevs av Michel Charles Durieu de Maisonneuve och Schinz. Rinorea oliveri ingår i släktet Rinorea och familjen violväxter. Inga underarter finns listade i Catalogue of Life.